# Roger Léger
Pour les articles homonymes, voir Léger et Roger Léger (homme politique).
Roger Léger est un acteur québécois né le 1er mai 1959.

## Filmographie
- 1983 : Bonheur d'occasion : invité au party
- 1989 : Sous les draps, les étoiles
- 1989 : Cruising Bar : Jaws
- 1990 : La Nuit du visiteur
- 1990 : Moody Beach : musicien
- 1990 : Le Party : Francis
- 1991 : Lance et compte : Le moment de vérité (téléfilm) : policier
- 1991 : Les Naufragés du Labrador (téléfilm) : opérateur radio
- 1992 : Le Jardin d'Anna
- 1993 : Cap Tourmente : huissier
- 1994 : La Vie d'un héros : Guy Poitiers
- 1997 : Petites chroniques cannibales : 1. Rosalie
- 1999 : Histoires d'hiver
- 1999 : Post mortem : enquêteur Léger
- 2002 : Arrête-moi si tu peux (Catch Me If You Can) de Steven Spielberg : gardien de prison
- 2003 : Gaz Bar Blues : Claude
- 2010 : Route 132
- 2013 : Roche Papier Ciseaux : Normand
- 2020 : Flashwood : homme du quartier

### Téléromans, feuilletons et séries télévisées
- 1984 : Le Parc des braves : Günter Schundel
- 1984 : À plein temps : Gérald Poisson
- 1988 : Miléna Nova Tremblay : douanier
- 1988 : Avec un grand A : Véronique et Louis : douanier
- 1988-1993 : L'Or du temps : Jim Prévost
- 1989 : Robin et Stella : le Sphinx
- 1989 : Tandem : Yvan Dion
- 1991 : Watatatow : Pierre Archambault
- 1991 : Des fleurs sur la neige : Arthur Sirois
- 1992 : Montréal ville ouverte : Marcel Bonneau
- 1992 : Scoop : Marcel Brisset
- 1993 : Ent'Cadieux : Marcel Fortin
- 1993 : Blanche : M. Gagnon
- 1993 : La Petite Vie : père de Réjean
- 1994 : Les Grands Procès - L'Affaire Beaudry : Henri Bertrand[2]
- 1995 : Alys Roby : Paulo Robitaille
- 1995 : Sous un ciel variable : Yves Tanguay
- 1997 : Un gars, une fille : Roger
- 1997 : Sous le signe du lion : Laurent Martin
- 1998 : Jamais sans amour (L'Obsession) : Manuello Gariépy
- 1998 : Caserne 24 : Lt. Ulric Bolduc
- 1998 : Ces enfants d'ailleurs - La Suite : Pawel
- 1999 : Km/h  : Roberte, blonde de Germain
- 1999 : Le Polock : leader syndical
- 1999 : Omertà, le dernier des hommes d'honneur : Corto
- 2000 : Chartrand et Simonne : Philippe Girard
- 2002 : Lance et compte : Nouvelle Génération : Albert Trottier
- 2002 : 24 poses (portraits) (téléfilm) : Richard
- 2003 : L'Auberge du chien noir : Philippe Trudeau
- 2003 : 3X Rien : Gaston
- 2004 : Les Bougon, c'est aussi ça la vie! : proprio de Mme Dupré
- 2004 : Smash : Raymond, le mari de Julie
- 2004 : Samuel et la Mer : Ferdinand Chiasson
- 2004 : Temps dur : agent de probation
- 2006 : Casino : Gilbert Dumas
- 2006 : La Chambre no 13 : Big Daddy
- 2006 : René : Jean Marchand
- 2009 : Bienvenue aux dames : Jean-Marc
- 2010 : Toute la vérité : Me Gonzague
- 2014 : En thérapie : André Woolf
- 2014 : Les Jeunes Loups : Gilbert Tremblay
- 2015 : Le Clan : Donald Moreau
- 2016 : Les Pays d'en haut : Dr Cyprien Marignon
- 2016 : Séquelles : lieutenant Gendron (poste de Brome-Perkins)
- 2017 : District 31 : Alexis Sauriol
- 2018 : Demain des hommes : Serge Rousseau
- 2018 : Faits divers : Maurice Lauzon
- 2020 : La Maison-Bleue : général Charette
- 2021 : Plan B Saison 3 : Robert Clermont
- 2022 : Les Honorables : Élie Chapados
- 2022 : Une affaire criminelle : Thomas Inglis